# Jūrakudai

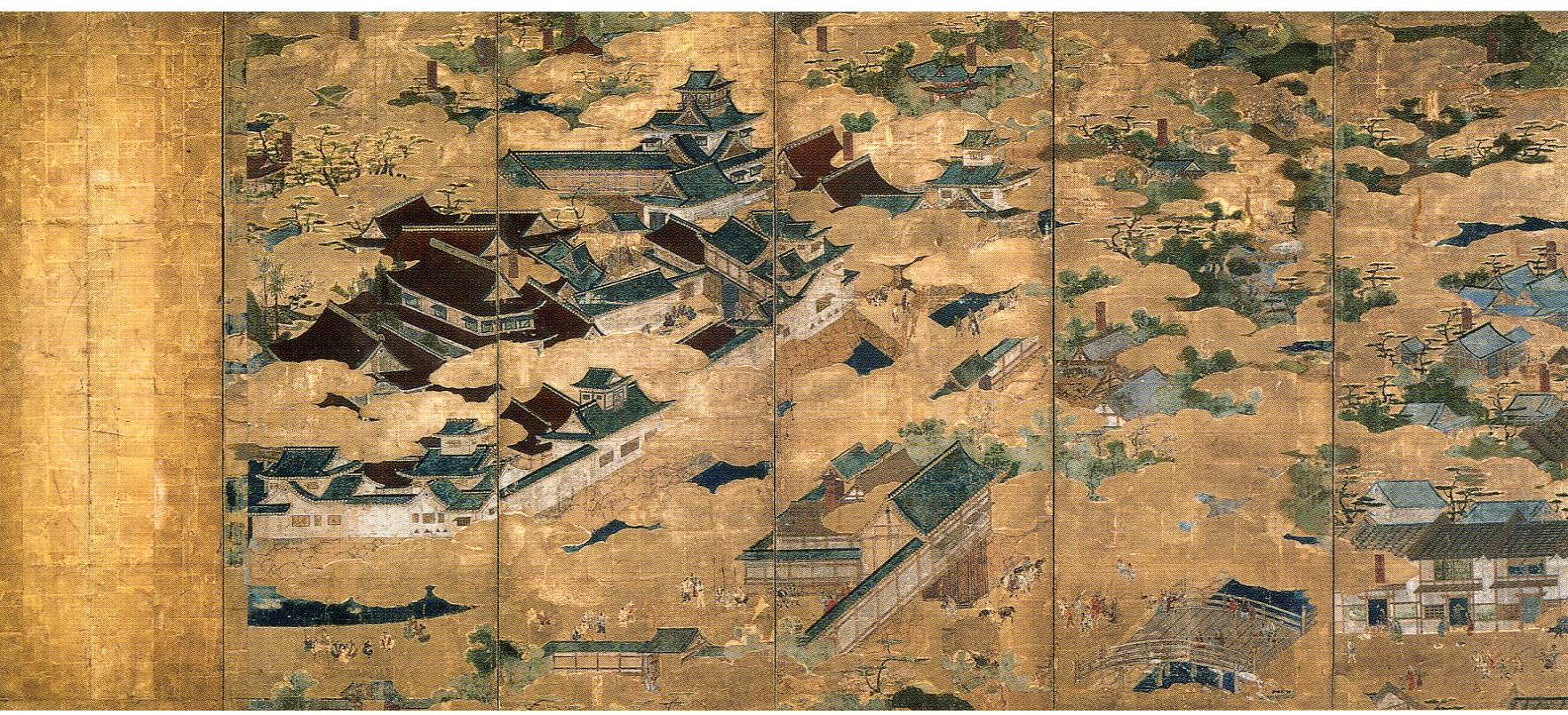
Paravent, détail représentant le Jūrakudai.

Le Jūrakudai ou Jurakutei (聚楽第) est un somptueux palais construit à Kyoto au Japon sur l'ordre de Toyotomi Hideyoshi. La construction commence en 1586 quand Hideyoshi accède au poste de kanpaku, et sa construction exige dix-neuf mois. Son emplacement se trouve dans l'actuel arrondissement Kamigyō-ku à Kyoto, sur le site où se trouvait le palais impérial à l'époque de Heian.
Hideyoshi s'installe au Jūrakudai en provenance du château d'Osaka après l'achèvement, juste après sa victoire sur le clan Shimazu dans le Kyūshū. Il en fait la base de son administration.
En 1588, Hideyoshi organise un somptueux divertissement pour l'empereur régnant Go-Yōzei devant les daimyos assemblés. Il y rencontre également Tokugawa Ieyasu. Il fournit des quartiers dans l'enceinte pour Sen no Rikyū et accueille la célèbre « grande cérémonie Kitano de thé » à Kitano en 1587.
Hideyoshi démissionne du poste de kanpaku en 1591 et son neveu Toyotomi Hidetsugu le remplace dans cette fonction, en résidence au Jūrakudai. Hidetsugu organise une deuxième visite par le même empereur. En 1594 commence la construction du nouveau château de Fushimi de Hideyoshi et quand, en 1595, Hidetsugu est contraint de commettre seppuku, le Jūrakudai est démantelé, de nombreuses pièces étant rassemblées au château de Fushimi.
Avec peut-être des feuilles d'or sur les tuiles, le Jūrakudai est extrêmement somptueux. Bien qu'il s'agisse d'un palais résidentiel, il possède des remparts défensifs et des fossés typiques d'un château japonais. Certains bâtiments du Jūrakudai nous sont parvenus dont le Hiun-kaku au Nishi Hongan-ji, le karamon au Daitoku-ji, et la porte de face au Myōkaku-ji (tous à Kyoto).
Des fouilles récentes ont mis au jour des tuiles portant une feuille d'or.

## Source de la traduction
- (en) Cet article est partiellement ou en totalité issu de l’article de Wikipédia en anglais intitulé « Jurakudai » (voir la liste des auteurs).